# Musée d'Art islamique de Berlin
Le musée d'Art islamique de Berlin (en allemand : Museum für Islamische Kunst) se trouve à Berlin au musée de Pergame, situé à l'île aux Musées, et dépend des musées d'État de Berlin. Il est consacré à l'archéologie et à l'histoire de l'art islamiques. Il est dirigé depuis le 1er février 2009 par M. le docteur Stefan Weber.

## Historique
Le musée a été fondé en 1904 par Wilhelm von Bode en tant que « département islamique » (Islamische Abteilung) du Kaiser-Friedrich-Museum (aujourd'hui le Bode-Museum) et construit par Friedrich Sarre (en). La pièce la plus remarquable est le don que fait le sultan ottoman Abdülhamid II à l'empereur Guillaume II et qui est constitué de la façade omeyyade du palais de Mchatta (site aujourd'hui en Jordanie) datant du VIIIe siècle. Elle est donc à l'origine de la fondation du musée ainsi que vingt-et-un tapis donnés par Wilhelm von Bode. Le musée s'installe en 1932 à l'étage supérieur de l'aile sud du Pergamonmuseum nouvellement construit. Il ferme en 1939 et ses collections envoyées en lieu sûr, au début ou au cours de la Seconde Guerre mondiale.
Cependant beaucoup d'objets disparaissent ou sont endommagés par les bombardements alliés. Ainsi l'une des tours d'entrée du palais de Mchatta est détruite par un bombardement, de même que de nombreuses pièces (dont des tapis anciens). La collection - qui se trouve à Berlin-Est - est de nouveau ouverte au public en 1954 et prend le nom de musée islamique. Les pièces de musée qui avaient été déposées pendant la guerre dans ce qui est devenu ensuite la zone d'occupation de l'Allemagne de l'Ouest sont quant à elles rassemblées au musée de Dahlem à Berlin-Ouest et présentées à partir de 1954. De 1968 à 1970, un département d'art islamique est ouvert au public au château de Charlottenbourg. C'est en 1971 que l'exposition d'art islamique est installée dans un nouveau complexe muséal construit à Dahlem.
Le musée de Berlin-Est récupère en 1958 une grande partie du butin que les Soviétiques ont pris en tant que réparation de dommages de guerre entre 1945 et 1946. En 1992, après la chute du mur de Berlin, les deux musées fusionnent leur organisation sous le nom de musée d'art islamique (Museum für Islamische Kunst). L'exposition continue du site de Dahlem ferme en 1998 pour s'installer au musée de Pergame. La nouvelle installation de l'aile sud consacrée aux arts de l'Islam est inaugurée en l'an 2000.

## Collections

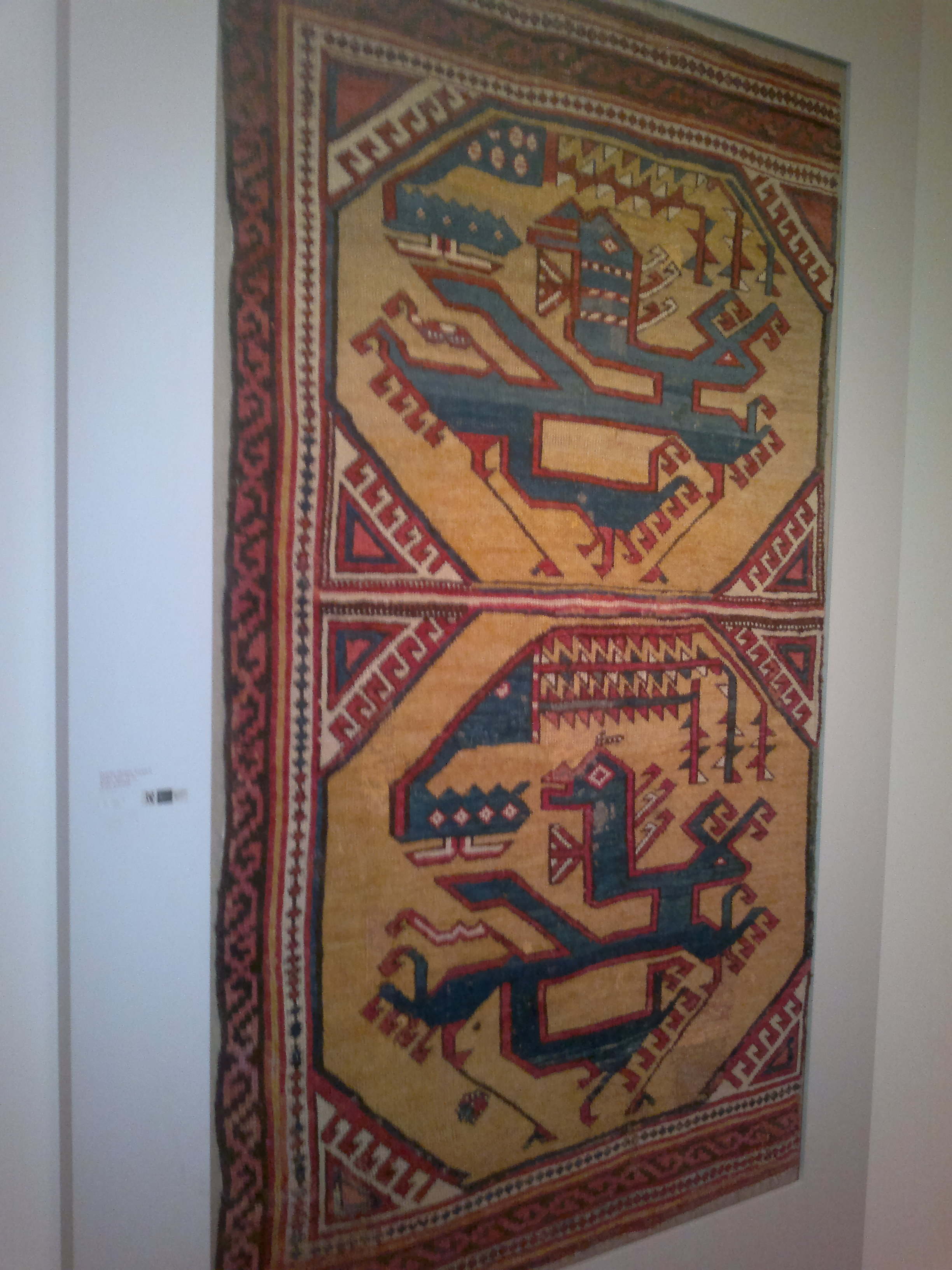
Tapis aux dragons et aux phénix (XVe siècle)

Le musée rassemble des pièces de collection issues de différents peuples de l'espace islamique du VIIIe siècle (de la Méditerranée, jusqu'aux Indes), jusqu'au XIXe siècle. Les objets provenant des fouilles de Ctésiphon, de Tabgha et de Samarra et les acquisitions suivantes issues surtout d'Égypte, du Proche-Orient et d'Iran forment les pièces maîtresses du musée. D'autres régions ou des objets de collection importants sont regroupés par thématique, ainsi par exemple de la calligraphie, des miniatures des manuscrits de l'Empire moghol, ou bien encore les sculptures sur ivoire de Sicile pendant l'occupation musulmane.

### Pièces remarquables
Parmi les pièces ou objets les plus remarquables ou les plus appréciés du public, il convient de citer:
- La façade du palais de Mchatta
- La salle d'Alep
- La coupole de l'Alhambra
- Le mihrab de Kachan (XIIIe siècle)
- Le mihrab de Konya
- Le tapis aux dragons et aux phénix (Asie centrale, début du XVe siècle)
- Les nombreux manuscrits et livres reliés anciens qui sont répartis dans le cabinet des livres du musée

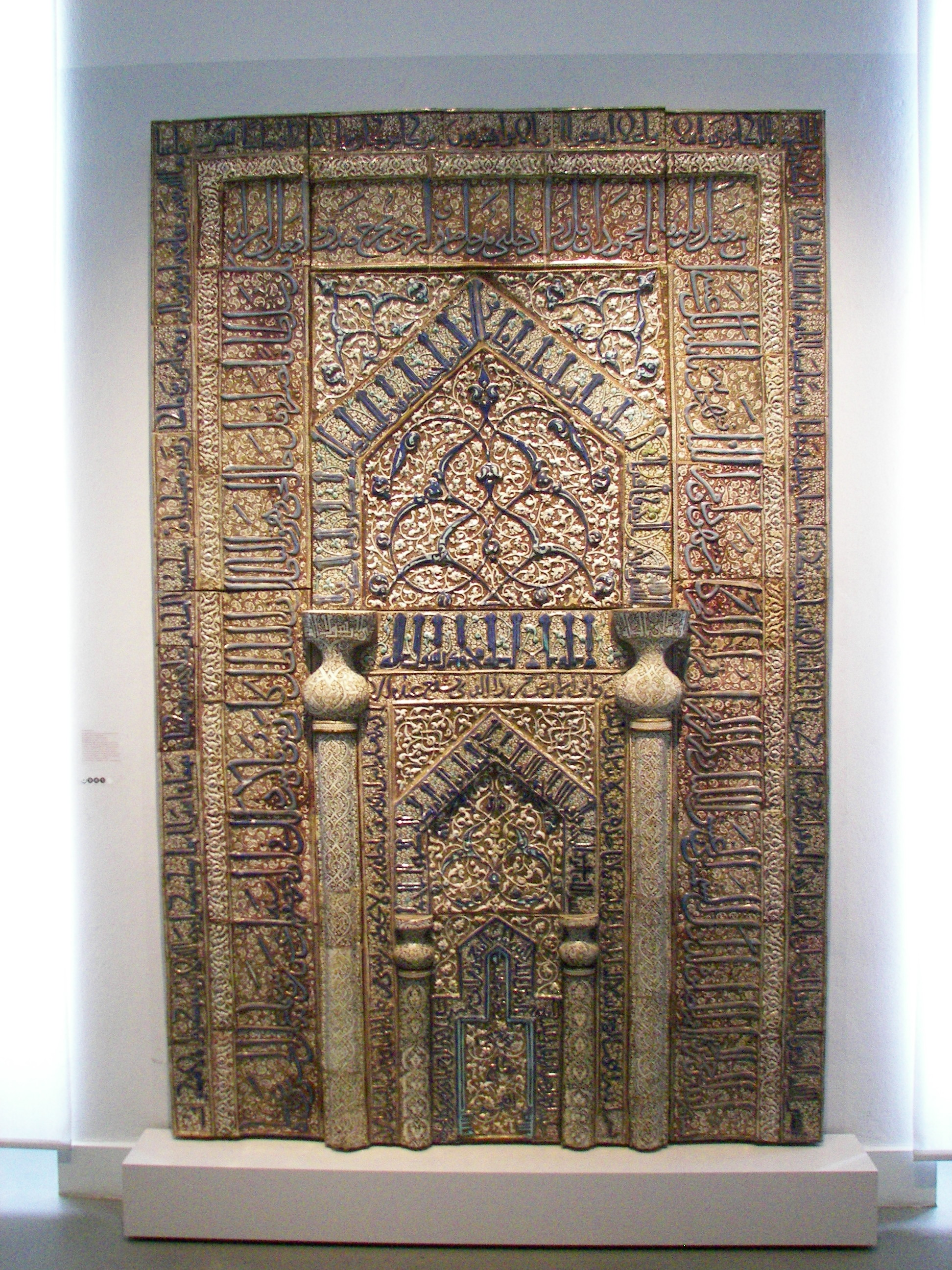
Mihrab de Kachan
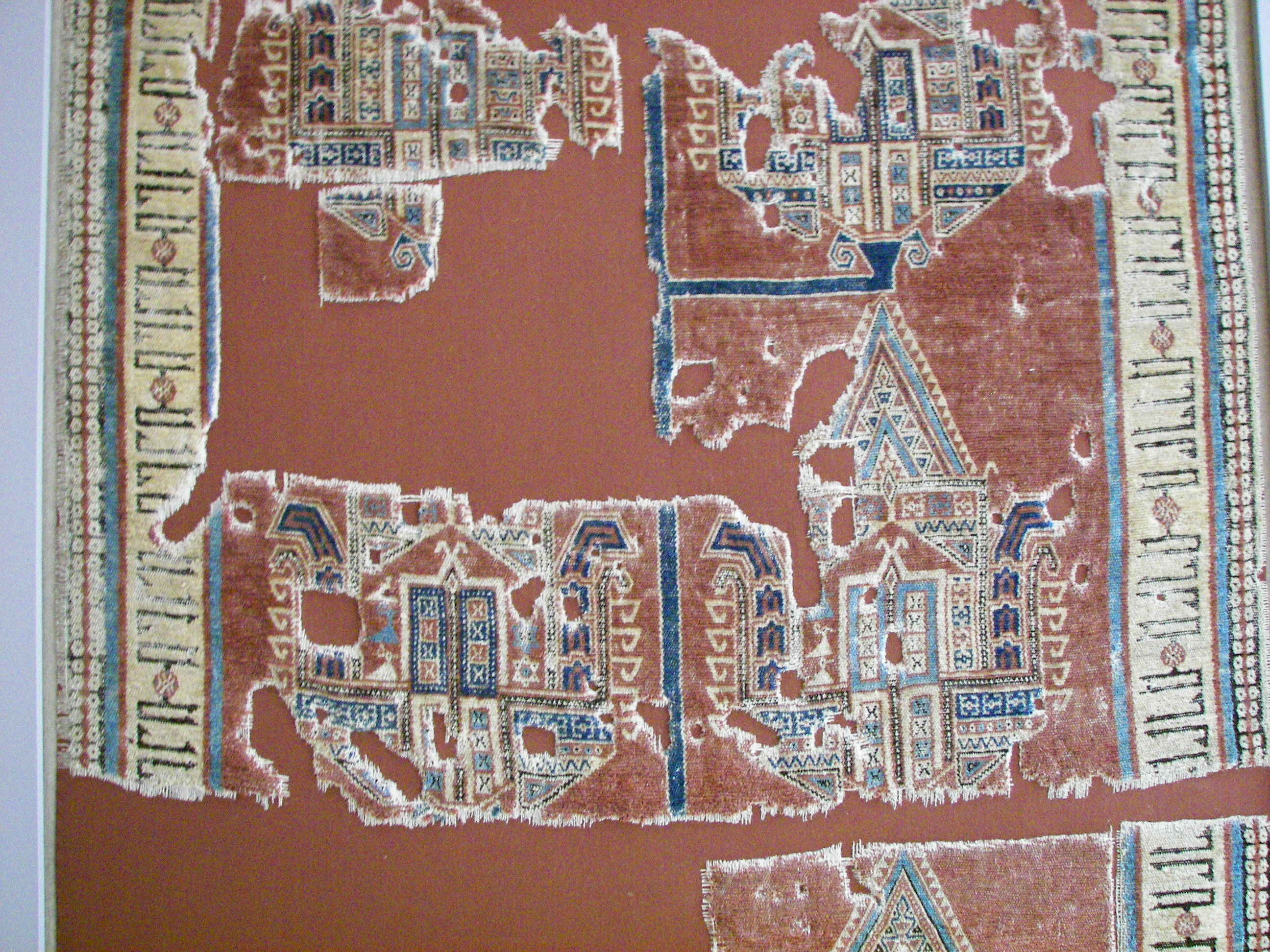
Tapis ancien d'Andalousie
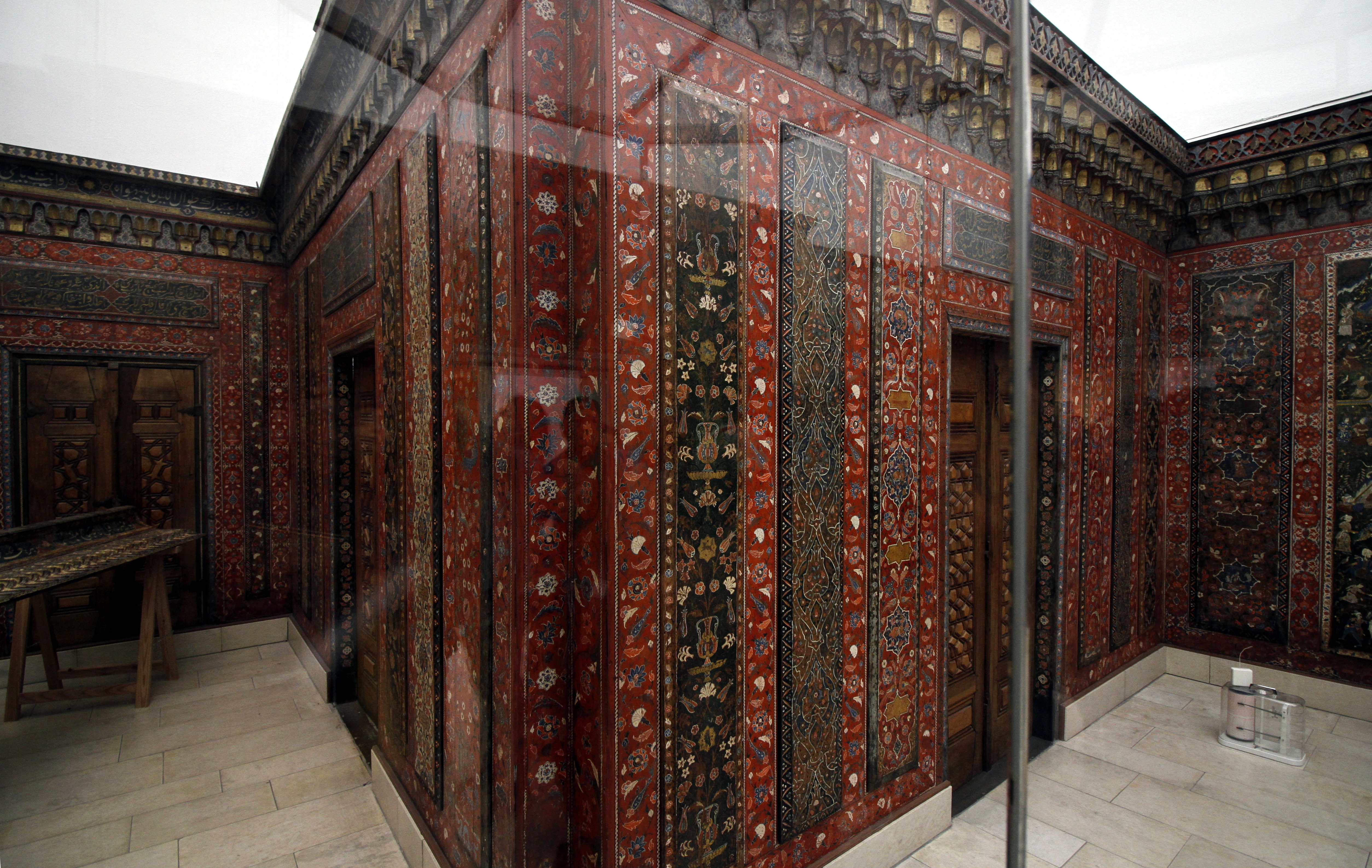
Vue de la salle d'Alep
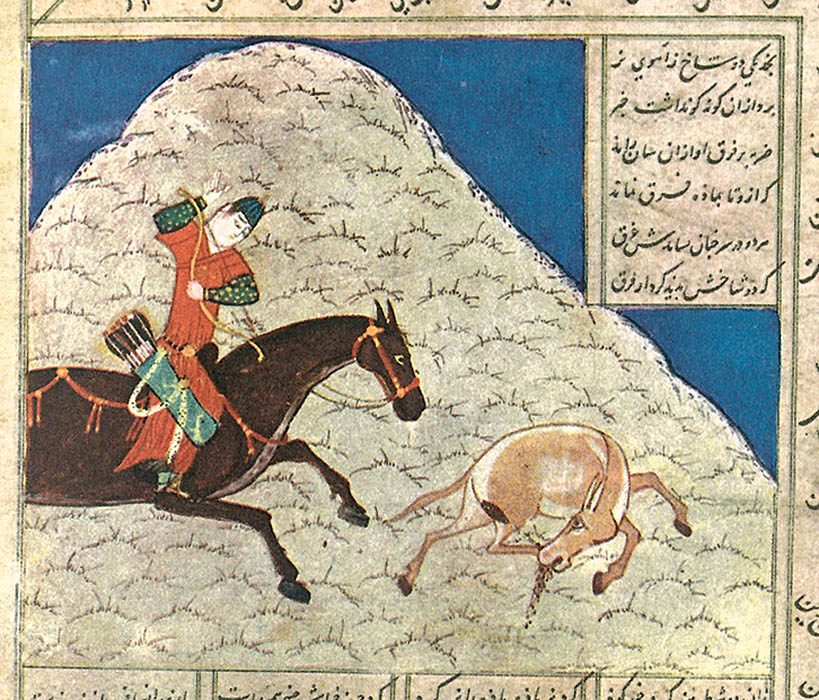
Vahram Gour à la chasse, miniature persane des Huit Jardins du paradis (1410)

En 2009, le musée acquiert par donation la collection du collectionneur londonien Edmund de Unger (1918-2011), appelée la « Keir Collection ». Elle représente plus de cinquante années de collection d'environ 1 500 objets d'art dont un grand nombre sont d'origine pré-islamique, les plus anciens datant d'il y a plus de deux mille ans. Elle est considérée alors comme la collection privée d'art islamique la plus importante du monde. Plus d'une centaine d'objets et pièces de collection de la « Keir Collection » avaient déjà été présentés au public en 2007-2008 au cours de l'exposition Sammlerglück. Islamische Kunst aus der Sammlung Edmund de Unger. Une autre partie est présentée à partir de mars 2010 sous le titre de Sammlerglück. Meisterwerke islamischer Kunst aus der Keir Collection.

## Source
- (de) Cet article est partiellement ou en totalité issu de l’article de Wikipédia en allemand intitulé « Museum für Islamische Kunst (Berlin) » (voir la liste des auteurs).